# Thomas Mudge
Thomas Mudge (1715 – 14 novembre 1794) è stato un orologiaio inglese.
Godette di grande reputazione nelle corti europee dell'epoca. L'arte per l'arte fu alla radice del suo apporto agli sviluppi dell'orologeria. Fu apprendista e collaboratore di George Graham (1673-1751) ed è considerato il suo successore. Nel 1754 concepì lo scappamento libero ad àncora, un'invenzione di portata incalcolabile. Tuttavia solo nel 1769 realizzò il primo orologio da persona con scappamento libero ad àncora. Nel 1771 si associò con William Dutton. Si ritirò infine a Plymouth per dedicarsi esclusivamente alle ricerche sui cronometri da marina.